# Muzeum Miejskie w Aleksandrowie Kujawskim
Muzeum Miejskie w Aleksandrowie Kujawskim – muzeum z siedzibą w Aleksandrowie Kujawskim. Placówka jest miejską jednostką organizacyjną. 
Muzeum powstało w 2007 roku. Jego siedzibą są pomieszczenia kaplicy przy ul. Wojska Polskiego, należącej do tutejszej parafii prawosławnej. Na jego zbiory składają się dokumenty i zdjęcia, obrazujące historię miasta